# Susie Bootja Bootja Napaltjarri
Susie Bootja Bootja Napaltjarri (también conocida como Susie Bootja Bootja Napangardi, Napangarti, o Napangati) (c. 1935 – 16 de enero de 2003) fue una artista indígena australiana nacida en el Gran Desierto Arenoso de Australia Occidental.
Napaltjarri fue una de las primeras mujeres pintoras de Balgo y es conocida por su uso de representaciones figurativas del territorio -colinas, árboles, serpientes- con una perspectiva lateral  y un uso enérgico del verde brillante, rosa y azul cielo.
Pintó sobre el agua en el Tiempo del Sueño, tjunda (una variedad de cebolla salvaje), tjirrilpattja (zanahoria), fuentes del país de Kurtal, wanayarra (serpiente arcoíris y huevos) y tartjalpa (serpiente).